# Drosera citrina
Drosera citrina este o specie de plante carnivore din genul Drosera, familia Droseraceae, ordinul Caryophyllales, descrisă de Allen Lowrie și Sherwin Carlquist.
Este endemică în:
- Ashmore-Cartier Is..
- Western Australia.

## Subspecii
Această specie cuprinde următoarele subspecii:
- D. c. citrina
- D. c. nivea

## Galerie